# Bouni (Comores)
Pour les articles homonymes, voir Bouni.
Bouni est un village comorien, situé au Nord-Est de l'île de Grande Comore (Ngazidja). En 2012, sa population est estimée à 1 261 habitants